# Handley Page HP.28 Handcross
El Handley Page HP.28 Handcross fue un bombardero diurno biplano monomotor, construido para cubrir una especificación del Ministerio del Aire. No fue puesto en producción y sólo se construyeron tres prototipos.

## Diseño y desarrollo
En agosto de 1923, el Ministerio del Aire emitió la Especificación 26/23, que solicitaba un bombardero diurno propulsado por un motor Rolls-Royce Condor III que pudiera llevar una carga de bombas de 250 kg con un alcance de 800 km. En respuesta, Handley Page diseñó el que en su época fue conocido como C/7 Handcross, pero retrospectivamente se convirtió en el HP.28 Handcross tras la introducción de los familiares números de modelo HP., alrededor de 1927.
El Handcross estaba construido totalmente en madera y tela. Era un biplano de tres vanos con alas de envergaduras iguales sin decalaje o aflechamiento. Las alas poseían cuerdas paralelas, pero los planos inferiores eran significativamente más estrechos que los superiores; sólo los planos inferiores tenían diedro. Los alerones, con bisagras traseras para proporcionar equilibrio aerodinámico, estaban montados en los planos superiores solamente. El ancho tren de aterrizaje dividido tenía patas montadas en el larguero frontal, por debajo de los soportes interplanares más interiores, arriostradas al fuselaje. Este poseía laterales planos con un pronunciado carenado dorsal o cubierta, y otro similar en la parte ventral. El piloto se sentaba en una cabina abierta , debajo del ala superior, con el artillero en una posición dorsal, detrás de él. El artillero también podía acceder a dos espacios en el vientre: a una posición prono debajo del piloto para la puntería de bombardeo, o a una posición artillada trasera por detrás de aquella. Las superficies de cola eran convencionales, siendo el timón y los elevadores equilibrados; el timón llegaba por abajo hasta el fondo del fuselaje, estando protegido por un pequeño patín de cola. El motor Condor V12 refrigerado por agua poseía un radiador en el morro, por debajo del eje de la hélice Leitner-Watts bipala metálica.
Handley Page recibió un encargo de tres prototipos y el primero de ellos voló en la base de la compañía en Cricklewood el 6 de diciembre de 1924, pilotado por Hubert Broad. Tras los vuelos de pruebas, se desplazó a RAF Martlesham Heath el 1 de enero de 1925 para realizar pruebas del Ministerio del Aire y, finalmente, en junio, pruebas competitivas contra propuestas de otros constructores. Mientras tanto, las otras dos máquinas habían sido completadas, yendo la segunda al Royal Aircraft Establishment en Farnborough para ser usada en un programa experimental de radio, y la tercera fue retenida en Cricklewood. Fue usada para encontrar soluciones a varios problemas que habían revelado los vuelos en Martlesham. Se descubrió que los depósitos de combustible originales, montados justo por fuera de los soportes interplanares más interiores y que se proyectaban por encima y por debajo del ala superior, eran la fuente de una vibración inducida aerodinámicamente a altos ángulos de ataque, por lo que fueron modificados para que la superficie superior encajase con la del ala superior. Los tubos de escape fueron modificados para evitar el deslumbramiento de llama y que los gases alcanzaran la cabina, descargando por el extremo delantero a través de unas salidas de "cuerno de carnero"; la posición artillada ventral fue entelada, porque entraba tal corriente de aire a través de los huecos dorsal y ventral, que ninguna posición era utilizable.
El Hawker Horsley ganó las pruebas de la especificación, por lo que no se construyeron más ejemplares de Handcross. El último permaneció en Cricklewood hasta 1926, sirviendo como máquina de pruebas, y el segundo, trasladado desde Farnborough hasta Martlesham, permaneció con el Destacamento de Pruebas de Armamento hasta 1928. La primera máquina fue equipada con diferentes hélices de madera bipala y de cuatro palas para su comparación con la original bipala metálica.

## Operadores
Reino Unido
- Real Fuerza Aérea

## Especificaciones
Referencia datos: Barnes y James, 1987, p. 252

### Características generales
- Tripulación: Dos (piloto y artillero)
- Longitud: 12,2 m (40 ft)
- Envergadura: 18,3 m (60 ft)
- Superficie alar: 73,2 m² (787,9 ft²)
- Peso vacío: 2360 kg (5201,4 lb)
- Peso cargado: 3400 kg (7493,6 lb)
- Planta motriz: 1× motor lineal V12 derecho refrigerado por agua Rolls-Royce Condor III.
  - Potencia: 500 kW (689 HP; 680 CV)
- Hélices: Bipala metálica de paso fijo

### Rendimiento
- Velocidad máxima operativa (Vno): 193 km/h (120 MPH; 104 kt)
- Alcance: 805 km (435 nmi; 500 mi)
- Techo de vuelo: 5950 m (19 521 ft)

### Armamento
- Ametralladoras: 

  - 1x Lewis de 7,7 mm fija de fuego frontal operada por el piloto en la cubierta delantera del lado de estribor
  - 1x Lewis de 7,7 mm flexible en anillo Scarff en cabina dorsal
  - 1x Lewis de 7,7 mm flexible en posición ventral
- Bombas: Hasta 250 kg en hueco ventral del lado de babor

## Aeronaves relacionadas

### Aeronaves similares
- Hawker Horsley
- Bristol Berkeley

### Secuencias de designación
- Secuencia HP._ (interna de Handley Page): ← HP.25 - HP.26 - HP.27 - HP.28 - HP.29 - HP.30 - HP.31 →